# نادي كامبوريو
نادي كامبوريو (بالإسبانية: Camboriú Futebol Clube)‏ نادي كرة قدم برازيلي . تم تأسيس النادي في سنة 2003.